# コスモオオゾラ
コスモオオゾラ（欧字名:Cosmo Ozora、2009年2月27日 - ）は、日本の競走馬。主な勝ち鞍に2012年の弥生賞。
馬名の由来は、冠名＋「大空」。

## 経歴

### 2011年
デビューは9月25日の中山の芝1600m戦。中谷雄太が騎乗し、13頭立てで最低人気だったが直線伸びて4着と健闘した。勝ったのは松岡正海騎乗のアルフレードだったが、中谷は松岡から「その馬走るから手放さないように」と言われたという。次走の10月16日の東京の芝1800mの未勝利戦は先行して粘りハナ差2着に入る。そして11月5日の同じ東京の芝2000m未勝利戦は先行から直線抜け出して3戦目で初勝利を挙げた。昇級した12月3日の500万下の葉牡丹賞は不良馬場ながら最後の直線でメイショウカドマツを差しきって2連勝となった。鞍上の中谷はゴール後にガッツポーズを見せ、のちに「どこからでも届くという自信があった。進路さえ間違えなければ勝てると思った」と語っている。

### 2012年
柴田大知に乗り替わり、初戦となった共同通信杯は先行するも伸びを欠き5着に敗れる。そして弥生賞は人気になったアダムスピークが馬場に苦しむのを横目に直線差しきり、重賞初制覇を飾った。鞍上の柴田大知は1997年のエアガッツ以来約15年ぶりの平地重賞制覇。調教師の高橋義博もこれが平地重賞初制覇。ロージズインメイ産駒にとってもこれがJRA重賞初制覇となった。そして4月15日の皐月賞では道中好位追走も直線伸び切れずゴールドシップの4着に敗れる。5月27日の日本ダービーは中団追走も直線伸び切れず6着に敗れる。レース後、両第1指骨剥離骨折が判明し、休養することとなった。休養明けとなった菊花賞は騎乗予定だった柴田大知が3日前の地方・川崎競馬で騎乗した際に落馬し骨折したため岩田康誠に乗り替わり、いいところなく17着惨敗となった。その後暮れの中京の金鯱賞に出走も11着に敗れる。

### 2013年
中山金杯は中団のまま8着。中日新聞杯は心房細動のため最後の直線で競走中止した。続く目黒記念は17着に敗れた。

### 2014年以降
2014年12月のディセンバーステークスで約1年7か月ぶりに復帰し11着。2015年3月20日に左前繋部浅屈腱炎が判明、翌21日付けで競走馬登録を抹消された。引退後、当初は美浦トレーニングセンターで乗馬になる。2018年11月より北海道岩内町のホーストラスト北海道で繋養され、2019年から引退名馬繋養展示事業の対象馬となっている。

## 競走成績
| 競走日     | 競馬場 | 競走名        | 格   | 距離（馬場）  | 頭 数 | 枠 番 | 馬 番 | オッズ （人気） | 着順     | タイム （上り3F） | 着差     | 騎手     | 斤量 [kg] | 1着馬（2着馬）         |
| ---------- | ------ | ------------- | ---- | ------------- | ----- | ----- | ----- | --------------- | -------- | ----------------- | -------- | -------- | --------- | ---------------------- |
| 2011.09.25 | 中山   | 2歳新馬       |      | 芝1600m（良） | 13    | 7     | 11    | 216.0（13人）   | 04着     | 1:38.4 (34.2)     | -0.4     | 中谷雄太 | 54        | アルフレード           |
| 0000.10.16 | 東京   | 2歳未勝利     |      | 芝1800m（重） | 6     | 2     | 2     | 009.7（05人）   | 02着     | 1:52.0 (34.3)     | -0.0     | 中谷雄太 | 55        | ハードロッカー         |
| 0000.11.05 | 東京   | 2歳未勝利     |      | 芝2000m（良） | 12    | 6     | 7     | 002.6（02人）   | 01着     | 2:03.2 (34.2)     | -0.3     | 中谷雄太 | 55        | （スーパームーン）     |
| 0000.12.03 | 中山   | 葉牡丹賞      | 5下  | 芝2000m（不） | 14    | 7     | 12    | 011.3（06人）   | 01着     | 2:04.5 (36.9)     | -0.1     | 中谷雄太 | 55        | （メイショウカドマツ） |
| 2012.02.12 | 東京   | 共同通信杯    | GIII | 芝1800m（良） | 11    | 7     | 9     | 032.2（07人）   | 05着     | 1:48.9 (34.0)     | -0.6     | 柴田大知 | 56        | ゴールドシップ         |
| 0000.03.04 | 中山   | 弥生賞        | GII  | 芝2000m（稍） | 15    | 3     | 5     | 029.1（09人）   | 01着     | 2:03.9 (35.0)     | -0.2     | 柴田大知 | 56        | （トリップ）           |
| 0000.04.15 | 中山   | 皐月賞        | GI   | 芝2000m（稍） | 18    | 7     | 15    | 018.5（06人）   | 04着     | 2:01.8 (36.4)     | -0.5     | 柴田大知 | 57        | ゴールドシップ         |
| 0000.05.27 | 東京   | 東京優駿      | GI   | 芝2400m（良） | 18    | 4     | 7     | 044.1（10人）   | 06着     | 2:24.1 (34.1)     | -0.3     | 柴田大知 | 57        | ディープブリランテ     |
| 0000.10.21 | 京都   | 菊花賞        | GI   | 芝3000m（良） | 18    | 6     | 12    | 039.8（09人）   | 17着     | 3:10.2 (42.6)     | -7.3     | 岩田康誠 | 57        | ゴールドシップ         |
| 0000.12.01 | 中京   | 金鯱賞        | GII  | 芝2000m（良） | 12    | 3     | 3     | 012.6（07人）   | 11着     | 2:01.5 (36.2)     | -1.1     | 柴田大知 | 56        | オーシャンブルー       |
| 2013.01.05 | 中山   | 中山金杯      | GIII | 芝2000m（良） | 16    | 4     | 8     | 009.8（05人）   | 08着     | 2:00.1 (34.7)     | -0.6     | 柴田大知 | 56        | タッチミーノット       |
| 0000.03.09 | 中京   | 中日新聞杯    | GIII | 芝2000m（良） | 18    | 2     | 4     | 025.6（10人）   | 競走中止 | 競走中止          | 競走中止 | 丹内祐次 | 56        | サトノアポロ           |
| 0000.05.26 | 東京   | 目黒記念      | GII  | 芝2500m（良） | 18    | 3     | 6     | 127.1（15人）   | 17着     | 2:31.9 (36.9)     | -2.3     | 松岡正海 | 56        | ムスカテール           |
| 2014.12.21 | 中山   | ディセンバーS | OP   | 芝1800m（稍） | 13    | 2     | 2     | 109.6（13人）   | 11着     | 1:49.4 (35.6)     | -1.2     | 丹内祐次 | 56        | レッドレイヴン         |
| 2015.01.31 | 東京   | 白富士S       | OP   | 芝2000m（稍） | 14    | 6     | 10    | 043.6（11人）   | 12着     | 2:02.2 (36.8)     | -1.4     | 丹内祐次 | 56        | アズマシャトル         |
| 0000.03.14 | 中京   | 中日新聞杯    | GIII | 芝2000m（良） | 18    | 8     | 16    | 286.7（17人）   | 17着     | 2:04.5 (38.1)     | -3.3     | 柴田未崎 | 55        | ディサイファ           |

## 血統表
| コスモオオゾラの血統（ヘイロー系）            | コスモオオゾラの血統（ヘイロー系）                                      | コスモオオゾラの血統（ヘイロー系）                                      | （血統表の出典）                                                        | （血統表の出典） |
| 父 *ロージズインメイ Roses in May 2000 青鹿毛 | 父の父Devil His Due 1989 黒鹿毛                                         | Devil's Bag                                                             | Halo                                                                    | Halo             |
| 父 *ロージズインメイ Roses in May 2000 青鹿毛 | 父の父Devil His Due 1989 黒鹿毛                                         | Devil's Bag                                                             | Ballade                                                                 |                  |
| 父 *ロージズインメイ Roses in May 2000 青鹿毛 | 父の父Devil His Due 1989 黒鹿毛                                         | Plenty O'Toole                                                          | Raise a Cup                                                             | Raise a Cup      |
| 父 *ロージズインメイ Roses in May 2000 青鹿毛 | 父の父Devil His Due 1989 黒鹿毛                                         | Plenty O'Toole                                                          | Li'l Puss                                                               |                  |
| 父 *ロージズインメイ Roses in May 2000 青鹿毛 | 父の母Tell a Secret 1977 黒鹿毛                                         | Speak John                                                              | Prince John                                                             | Prince John      |
| 父 *ロージズインメイ Roses in May 2000 青鹿毛 | 父の母Tell a Secret 1977 黒鹿毛                                         | Speak John                                                              | Nuit de Folies                                                          |                  |
| 父 *ロージズインメイ Roses in May 2000 青鹿毛 | 父の母Tell a Secret 1977 黒鹿毛                                         | Secret Retreat                                                          | Clandestine                                                             | Clandestine      |
| 父 *ロージズインメイ Roses in May 2000 青鹿毛 | 父の母Tell a Secret 1977 黒鹿毛                                         | Secret Retreat                                                          | Retirement                                                              |                  |
| 母 マイネシャローナ 2002 鹿毛                 | 母の父*コマンダーインチーフ Commander in Chief 1990 鹿毛                | *ダンシングブレーヴ                                                     | Lyphard                                                                 | Lyphard          |
| 母 マイネシャローナ 2002 鹿毛                 | 母の父*コマンダーインチーフ Commander in Chief 1990 鹿毛                | *ダンシングブレーヴ                                                     | Navajo Princess                                                         |                  |
| 母 マイネシャローナ 2002 鹿毛                 | 母の父*コマンダーインチーフ Commander in Chief 1990 鹿毛                | Slightly Dangerous                                                      | Roberto                                                                 | Roberto          |
| 母 マイネシャローナ 2002 鹿毛                 | 母の父*コマンダーインチーフ Commander in Chief 1990 鹿毛                | Slightly Dangerous                                                      | Where You Lead                                                          |                  |
| 母 マイネシャローナ 2002 鹿毛                 | 母の母*ザナック The Knack 1993 黒鹿毛                                   | Machiavellian                                                           | Mr. Prospector                                                          | Mr. Prospector   |
| 母 マイネシャローナ 2002 鹿毛                 | 母の母*ザナック The Knack 1993 黒鹿毛                                   | Machiavellian                                                           | Coup de Folie                                                           |                  |
| 母 マイネシャローナ 2002 鹿毛                 | 母の母*ザナック The Knack 1993 黒鹿毛                                   | Once In My Life                                                         | Lomond                                                                  | Lomond           |
| 母 マイネシャローナ 2002 鹿毛                 | 母の母*ザナック The Knack 1993 黒鹿毛                                   | Once In My Life                                                         | No Disgrace                                                             |                  |
| 母系(F-No.)                                   | (FN:11-e)                                                               | (FN:11-e)                                                               | (FN:11-e)                                                               | [ § 2 ]          |
| 5代内の近親交配                               | Halo 4x5、Hail to Reason 5x5、Raise a Native 5x5x5、Northern Dancer 5x5 | Halo 4x5、Hail to Reason 5x5、Raise a Native 5x5x5、Northern Dancer 5x5 | Halo 4x5、Hail to Reason 5x5、Raise a Native 5x5x5、Northern Dancer 5x5 | [ § 3 ]          |
| 出典                                          | 1. 2. 3.                                                                | 1. 2. 3.                                                                | 1. 2. 3.                                                                | 1. 2. 3.         |